# سنتز پیریدین هانش
سنتز پیریدین هانش (انگلیسی: Hantzsch pyridine synthesis) یک واکنش چندجزئی در شیمی آلی است که طی آن یک آلدهید مانند فرمالدهید، دو اکیوالان کتو استر مانند اتیل استواستات و یک ترکیب نیتروژن دهنده مانند آمونیاک یا آمونیوم استات واکنش می‌دهد. محصول ابتدایی این واکنش یک دی‌هیدروپیریدین است که پس از اکسید شدن به یک پیریدین تبدیل می‌شود. این واکنش نخستین بار توسط شیمیدان آلمانی آرتور هانش و در سال ۱۸۸۱ توصیف شد.